# Tomanovská dolina
Tomanovská dolina, někdy také Tomanova dolina (polsky Dolina Tomanowa Liptowska) je údolí ve slovenských Západních Tatrách. Odbočuje z Tiché doliny směrem na západ. Její ústí je ve výšce cca 1 200 m n. m. a závěr v cca 1 700 m n. m. v Tomanovském sedle, které údolí odděluje od polského údolí Dolina Tomanowa (Tomanovské údolí).
Protéká jí Tomanovský potok, který spadá do Tiché doliny Tomanovským vodopádem. V jejím závěru se nacházejí tři jezera Nižné, Malé a Vyšné Tomanovské pleso.
Údolí není turisticky přístupné.
V oblasti Tomanovské doliny byly nalezeny ve svrchnotriasových horninách tatrické obalové série otisky stop dinosaurů. Dosud jde o jediné pozůstatky po životě dinosaurů na území Slovenska.